# Sałatka szopska

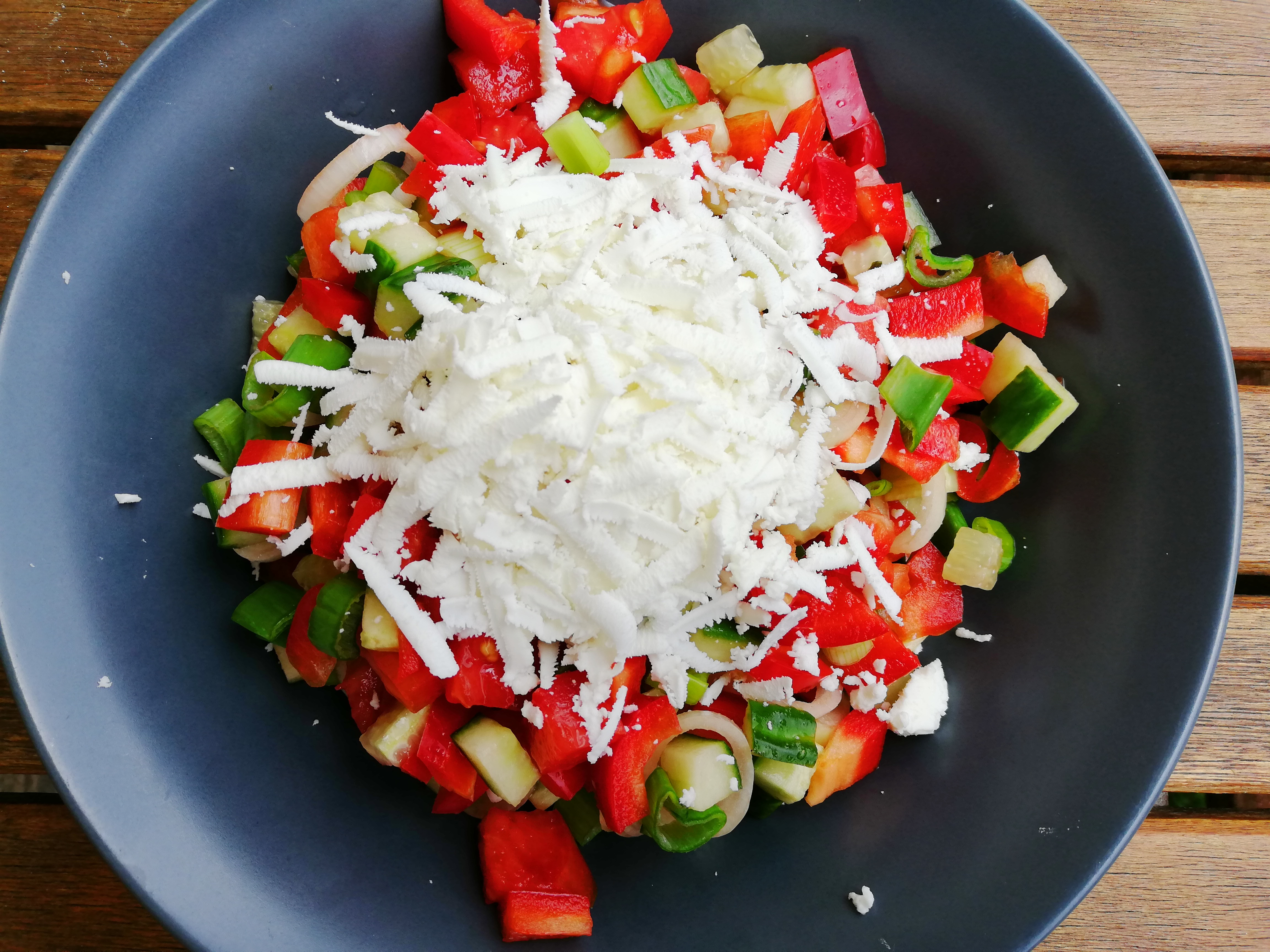
Sałatka szopska

Sałatka szopska (bułg. шопска салата) – charakterystyczny dla kuchni bułgarskiej rodzaj sałatki warzywnej.
Nazwa jej sztucznie łączy się z etniczną grupą Szopów, zamieszkujących rejon Sofii i sąsiednich regionów zachodniej Bułgarii. Sałatka ta nie jest naturalnym wytworem kuchni ludowej, lecz produktem żywieniowym celowo stworzonym (1956) dla gastronomii zbiorowej i obsługi rozwijającego się ruchu turystycznego.
Stała się szczególnie popularna w Bułgarii jako klasyczny przykład przystawki, często podawanej do konsumpcji jako zakąska wraz z rakiją. Przyrządzana jest z pokrojonych surowych ogórków, pomidorów, papryki i cebuli z dodatkiem słonego sera owczego (tzw. szopskiego) i oliwy (oleju).
Przystawka ta popularna jest także w niektórych regionach Serbii, Macedonii Północnej i w Czarnogórze.